# Elops affinis
Elops affinis is een  straalvinnige vissensoort uit de familie van tienponders (Elopidae). De wetenschappelijke naam van de soort is voor het eerst geldig gepubliceerd in 1909 door Regan.
De soort staat op de Rode Lijst van de IUCN als niet bedreigd, beoordelingsjaar 2008.